# 马赛人
马赛人（Maasai），是东部非洲现在依然活跃的，也是最著名的一个游牧民族，人口将近90万，主要活动范围在肯尼亚的南部及坦桑尼亚的北部。如今的马赛人一方面仍然坚持着传统的生活方式，另一方面也更多地加入到了当地的旅游业中。

## 民族分布、人口與語言

### 分布

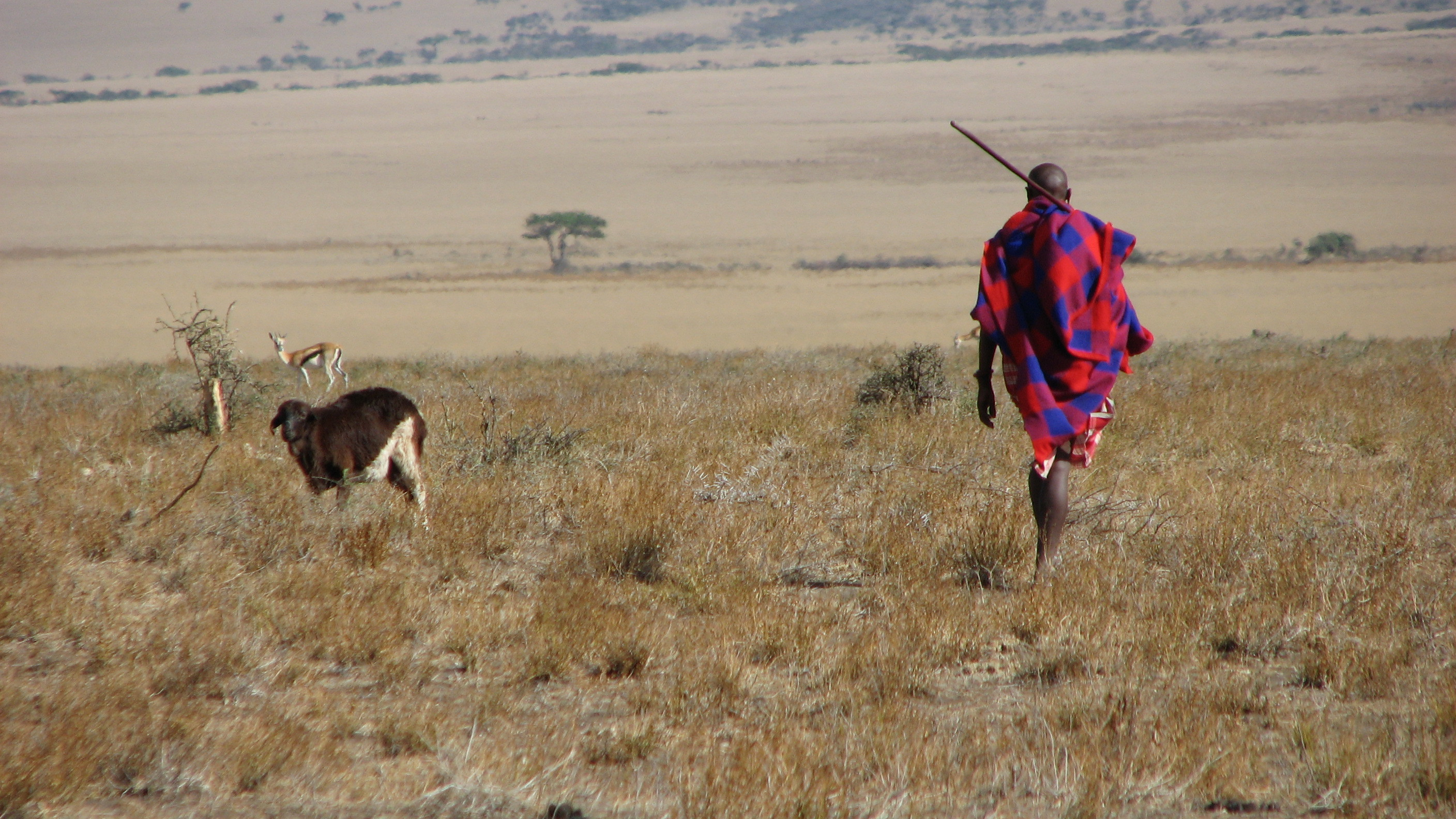
一位男性族人，在塞倫蓋蒂東部，攝影於2006年10月。

馬賽人多分佈在東非，主要位於東非大裂谷的南端，涵蓋肯亞的南部與坦尚尼亞的北部。 
儘管馬賽人的領土大部分多位於坦尚尼亞的北部，然而人口卻多集中於肯亞南部。他們主要居住在肯亞山西部的裂谷湖一帶和半乾旱的高原，主要的城市有如卡耶亞多郡、納曼加、納羅克，以及位於肯亞八省之一的裂谷省，占地約16,000平方公里。
氣候上屬於半乾燥氣候、乾燥氣候，年降雨量為500-800公釐。此外，馬賽人部分富饒的土地現今已經被列為馬賽馬拉國家保護區、安博塞利國家公園和各種受保護的森林內。

### 人口
馬賽人口大約占了肯亞人口的1.5%，人數在350,000到453,000之間；加上坦尚尼亞的馬賽人，人口總數約是900,000人。（2000-2003）
還有一說，馬賽人口大約有1,500,000，占肯亞與坦尚尼亞的國內人數不到1%。但此資料具爭議性，當地馬賽人認為人口普查是被肯亞政府所干涉操控的，因此他們對於這項數據抱持懷疑的態度。

### 語言
馬賽人使用的語言為馬賽語。他們現今同時也說肯亞與坦尚尼亞的官方語言：斯瓦希里語與英文。
馬賽語屬於尼羅-撒哈拉語系下的尼羅語支（Nilotic），尼羅語支中的洛圖科-特索語族（Lotuxo-Teso）。
馬賽語與桑布魯人使用於肯亞中部的桑布魯語（Samburu language, Sampur）有89%的相近度，同屬羅祖歐-馬語（Ongamo-Maa）；由於馬賽人、桑布魯人、伊爾查木斯人（il-Chamus）及帕拉庫尤人（Parakuyu）在歷史上關係相近，所以它們的語言均通稱為「歐馬語」。除了上述的民族之外，馬賽語也與巴林戈郡的恩杰姆普斯人（Njemps）、坦尚尼亞阿魯沙地區的住民，以及巴拉古尤人（Baraguyu）或奎菲人（Kwafi）等等所使用的語言皆具有相似性與共通性。

## 地理環境
現今大部分馬賽人居住的地方位在肯亞和坦尚尼亞的交界處，東南瀕印度洋，西瀕維多利亞湖，西北邊則有坦尚尼亞界內高達海拔5,895公尺，為非洲最高峰的吉力馬札羅山。其餘少數馬賽人則居住在肯亞境內，鄰近於納努尼亞克野生動物保護區（Namunyak Wildlife Conservancy）的地帶。在馬賽人的居住區域中，熱帶季風氣候和熱帶沙漠氣候是當地主要的氣候形式，內陸高原地區較乾燥涼爽，沿海地區濕熱，且受季風氣候的影響，坦尚尼亞北部和肯亞並沒有溫度凸顯的四季，只有雨季和旱季的區別。
若追溯自早期，尼羅特人乃是肯亞與坦尚尼亞的一批重要侵入者，其發源自北方的圖爾卡納湖附近，而馬賽人則是當中的一個族群。馬賽人與南迪人（Nandi）採相同路線侵入肯亞，循北部沙漠往南伸展的寬廣乾燥草地走廊進入坦尚尼亞。馬賽人移到南迪人東方，並在肯亞中部自立為支配當地的勢力。馬賽地（masailand）的範圍從瓦辛吉蘇高原（Uasin Gishu plateau）往南伸展到奈瓦夏湖，並且遠及阿鲁沙與吉力馬札羅山。

## 歷史沿革

### 起源與遷徙
馬賽人的遠古歷史不為人知，關於馬賽人遠古歷史那些未經證實的猜想，大多都是懷抱著浪漫主義的西方學者所提出的，有人認為他們曾是以色列的部落之一，有人認為馬賽人是來自北非，還有一些人認為他們是埃及文明的遺民，這個說法主要是由他們戰士的編織髮型所推測。但我們可以確定的是，馬賽人來自北部。不過北部起源地有可能是來自圖爾卡納湖西北部的蘇丹尼羅河谷地區。據認為，他們在十四到十六世紀之間時離開了這個地區，向南沿著尼羅河遷移到東非大裂谷。根據馬賽人的口述歷史，他們來自一個叫做Endikir-e-Kerio（意即Kerio的陡坡）的火山口或北方深處的山谷。雖然很多學者都把這個地方視為圖爾卡納湖的東南部地區，然而在口述歷史的紀錄中，它可能位於更北部，像是尼羅河谷或是北非的某處。無論這個火山口（也有可能是山谷）的確切位置如何，他們向南的遷移是毋庸置疑的，而遷移是因為乾旱。根據記載，橋梁建成後，一半的牲畜和人們成功離開塵土飛揚的窪地，後來橋樑倒塌，阻擋了另一半人口的遷移。這些人後來設法爬出山谷，並到達高原地區，成為現在的索馬里人、波拉納人（Borana）和倫迪爾人。
馬賽人最終進入肯亞，並迅速向南蔓延至大裂谷，19世紀馬賽人的領土達到了最大規模，幾乎佔領東非大裂谷，以北來到馬斯比特山區，以南與杜篤瑪（Dodoma）地區接壤。不久後，在坦干伊加（於現今坦尚尼亞境內）遠東的海岸，以飼養牛隻維生的馬賽人遭到入侵，侵略者以長矛、盾牌，以及投擲物體的棍棒（orinka）進行侵略。據報導指稱在1852年，有800名馬賽人因此遷移到現在的肯亞，等到了1857年，肯亞東南部的瓦庫菲荒野（Wakuafi wilderness）因戰爭、疾病等因素導致了人口減少，馬賽戰士便藉機將勢力範圍擴大至肯亞的海港城市蒙巴薩。
最後，經過不斷地遷移與擴張，馬賽人就此成為尼羅特人最南端的分支。

### 十九世紀初期
直到1830年代，馬賽人不僅是一個有凝聚力的部落聯盟，更是一支強大的戰鬥民族。由於他們需要養活不斷增加的牛隻，因此他們也不斷地擴張其土地，而這些牛群是馬賽人生活和文化的核心。
戰爭與土地兼併使馬賽人的鄰居生活在恐懼之中，因此他們著手從事起防禦的工作。例如盧希亞族在他們的村莊周圍修建泥牆以抵禦馬賽人；泰塔人（Taita）和基庫尤人，則遷移至較高的地區（不適合牛群生活）來遠離馬賽人的侵擾。
其他部落則選擇與他們強大的鄰居建立貿易和婚姻關係，有些最後還成為了馬賽人的一部分，或者成為他們的「委託人」，就像許多土著獵人的聚會團體，如奧基克人（Okiek）（馬賽人稱之為Ndorobo）。儘管他們在馬賽人眼中的地位低下，卻影響了馬賽人的儀式，像是在馬賽文化中至今仍占有重要地位的割禮就是受奧基克人所影響。
但是，馬賽人帶來的影響不僅僅局限於鄰近的部落，連阿拉伯人商人從海岸到內陸尋找象牙和奴隸的旅行路線，也被迫割讓給馬賽人。儀禮作為肯亞的第一位殖民地統治者曾在其書中寫道：「他們（馬賽人）成功地抗衡阿拉伯奴隸販子，受到所有經過他們國家的人們敬重，他們更以傲慢的態度對待其他人，無論是否是非洲人。」

### 1830～1890部落間的衝突
從1830年開始，由各地區的儀式領袖（laiboni）所主導數場部落戰爭瓦解了馬賽人的部落聯盟，嚴重影響了馬賽人牛隻的數量和放牧場地的範圍，這些內戰間接造成了馬賽人直到20世紀後期的領土損失。隨著肯亞山北部的萊基皮亞郡和瓦辛吉蘇高原（Uasin Gishu plateau）人口減少，許多馬賽人在失去牛群後轉向經營農業，最後成為獨立的部落。
而那些長期遭到馬賽人掠奪土地和牲畜的外族部落，也在馬賽部落內戰的期間隨之興起。更有甚者，南迪人和基普西吉人（Kipsigis）開始以自己的方式對馬賽人的部落進行掠奪。到了十九世紀末，他們已將馬賽人從維多利亞湖與肯亞山之間的地區驅離。

### 西方勢力入侵
19世紀下半葉，歐洲勢力逐漸進入肯亞。
因為歐洲人穿著褲子，馬賽人稱第一個歐洲人為限制他們放屁的人（iloridaa enjekat）。
傳教士是第一批抵達的人，他們負面的態度為後來的殖民歷史定下了基礎：馬賽人赤裸的身體尤其讓他們感到不安，還有他們把屍體放在野外讓動物吃等風俗習慣，都讓傳教士基於自己的道德觀念而感到憤怒。傳教士關心教育，但這對傳統馬賽社會造成威脅，此舉將會迫使他們定居。因此，傳教士幾乎無法為馬賽人帶來任何影響。
1883年，國家地理學會的約瑟夫·湯普森（Joseph Thompson）來到了馬賽人的土地，他向英國呈報馬賽人居住的地點不僅擁有好的氣候，還擁有豐富的自然資源。這是英國人一直期待的，而馬賽當地從此成為該國殖民化的目標，預定為白人定居者提供住房和土地。

### 「伊姆泰」時期
當地的馬賽人稱十九世紀晚期(1883～1902)一段為期十九年的時間為「伊姆泰」（Emutai），意思是「消滅殆盡」的時期。
乾旱在1883年首先侵襲該區域，一直從1897年到1898年間完全沒有降雨，此外，牛瘟病毒與牛肺炎又將牲口毀滅殆盡。根據一位德國中尉的說法，在流行病首先爆發的坦干伊加西北部地區，大約有90％的牛和超過一半的野生動物全死於牛瘟，使傳統上完全倚賴動物做為食物來源的馬賽人，面臨有史以來最大的生存危機。爾後，天花伴隨著乾旱爆發，當地的德國醫生甚至聲稱大概每秒鐘都有一個非洲人由於染上了天花而變成麻子臉。
奧地利探險家奥斯卡·鲍曼於1891年至1893年間在馬賽地區旅行，並在1894年出版的書《深入馬賽地區對尼羅河的探索》（Durch Massailand zur Nilquelle）中描述了他在馬賽人原本定居的火山口附近（今恩戈羅恩戈羅保護區內）看見的景象：「有些女人形容枯槁，飢餓的瘋狂瞪大了眼睛……戰士用殘破的四肢在地上掙扎，以及麻木、衰弱的老人在一旁垂死。一群禿鷲在高處跟隨他們，等待狩獵……」據估計，在這段時期裡，有三分之二的馬賽人死去。這些災難迫使剩下的馬賽人服從新的殖民統治者而無力與之抗爭。

### 殖民時期
1885年左右，英國正式開始在肯亞的殖民，當時英國計畫在馬賽人的領土上建設鐵路，馬賽人抵制英國企圖奪取他們的土地。直到1904年，在與英國數年的戰爭中，數以百計的馬賽人罹難，別無選擇馬賽人只好接受土地割讓。1904年簽訂的馬賽協議將其領土減少了三分之二；1911-1913年又發生了一波強制搬遷，當時的英國人為了替定居者騰出足夠的畜牧空間，將馬賽人限制在肯亞西南方的卡耶亚多郡、納羅克和坦尚尼亞的偏遠地區。
1914年起，馬賽人開始向各地法院申請歸還他們的土地，儘管他們最終透過司法途徑取回了一部分的土地，但馬賽人仍然損失了一半以上的土地。於1930年代，又發生了一波土地流失浪潮，爾後，在坦尚尼亞境內的馬賽人也被驅逐出原本居住的火山口附近（今恩戈羅恩戈羅保護區內）和吉力馬札羅山之間的肥沃土地。
1930後期，政府推出人頭稅迫使馬賽人出售他們的牲畜，透過政策的實施減少馬賽人對土地的需求。但是，政府當局提出的價格太低，馬賽人很快便提出質疑為什麼其他團體沒有被要求支付人頭稅，所以他們拒絕繳交人頭稅。政府與馬賽人之間的問題一直沒有得到解決，直到第二次世界大戰爆發。二戰的爆發為殖民地政府提供了「合法」減少馬賽牛隻的藉口：殖民地需要對軍隊糧食儲備有所貢獻，為此，每月馬賽人得配額2000頭的牛給英國軍隊。最後，1936年到1946年間，馬賽牲畜減少了70％。

### 肯亞獨立的影響
1963年肯亞獨立之後，在第一任總統喬莫·肯雅塔的領導下，農學家的「土地再分配計畫」讓馬賽人的領土縮減，使肯雅塔的原生部落基庫尤成為最大受益者。在此同時，馬賽馬拉野生動物保護區（後來擴大成為國家保護區）的創建使馬賽人失去更多的土地，並被排除在計畫之外（直到1990年，馬賽人才接受被國家侵占土地的事實）。然而，此次事件衍生的社會解體和貧困問題仍然不足以說服馬賽人就此定居。
長期以來，肯亞和坦尚尼亞政府仍然堅持不擇手段，企圖迫使馬賽人建立永久的農業定居點，放棄傳統的生活方式，轉而接受正規教育和現金經濟制度。

### 現況
自由奔放的馬賽人反對奴隸制度、厭惡吃鳥類、排斥現代的交通工具……他們至今仍與眾多野生動物共同生活，並透過地域關係建立12個部落，各個都有自己的習俗、文化、語言和領導者，這些分區被稱為Keekonyokie、Damat、Purko、Wuasinkishu、Siria、Laitayiok、Loitai、Kisonko、Matapato、Dalalekutuk、Loodokolani和Kaputiei。然而，現今馬賽人許多的土地被用來建立野生動物保護區和各種國家公園，包括肯亞境內的奈洛比國家公園、納庫魯湖國家公園、安博塞利國家公園、馬賽馬拉國家保護區（Maasai Mara National Reserve）、桑布魯國家保護區（Shaba National Reserve）和坦尚尼亞境內的塞倫蓋提國家公園、塔蘭吉雷國家公園、曼雅拉湖、恩戈羅恩戈羅保護區（Ngorongoro Conservation Area）等等。
直至今日，身為遊牧民族的馬賽人拒絕肯亞和坦尚尼亞政府提出的定居建議，並積極爭取在兩個國家境內的國家公園與國家保護區進行放牧的權利。

## 社會、婚姻與家庭
馬賽人傳統的社會型態為部落聯盟，各部落為高度獨立的自治組織，奠基於固有的年齡組階級來控制整個社會體系，以維持各部落間的勢力平衡。當牛不足時，馬賽人便襲擊其他持有牛群的族群，因此馬賽人格外擔心戰士們會讓戰爭摧毀一切（在馬賽傳說中，地球上所有的牛是神明賜予馬賽人的）。出於這份累積財產的慾望，部落之間的衝突從未停歇，更讓部落的消滅和人口的被吸收反覆發生。另外，在大規模的部落衝突中，先知的指示有很強的影響力，即使要處決敵對部落的居民，也不會殺死剛剛接受割禮的女人或年輕男子。而戰利品將依照戰場上的殺敵數來依序分配給所有參與戰事的人。

### 社會制度與儀式

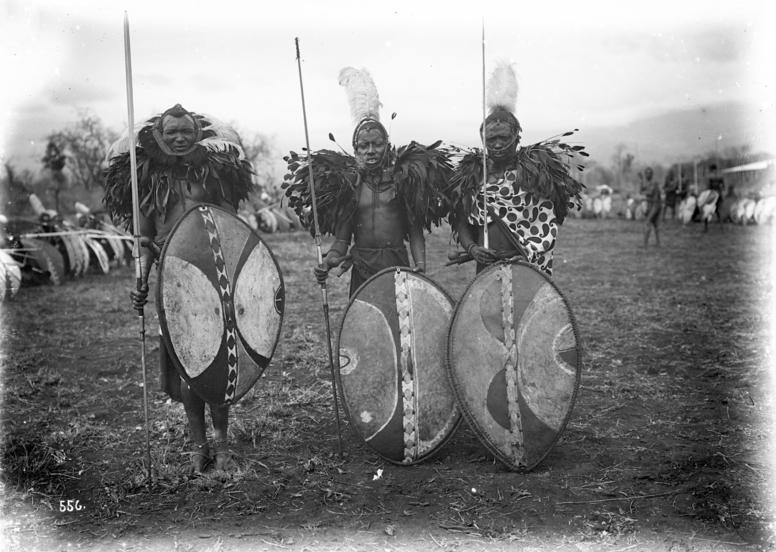
三位戰士，德屬東非時代（約1906年至1918年間）。

以下將簡單介紹馬賽人的年齡組階級制度、割禮儀式、獵獅儀式。

#### 年齡組階級
馬賽人藉由嚴格的“年齡組階級”維持其基本的政治、社會結構。年齡組階級主要適用於馬賽男性，馬賽女性則自動成為丈夫年齡組的成員。在這個制度下，每隔15年左右，新一代的戰士將經過儀式形成，新的世代涵括了大多數12至25歲的男孩，他們已到了青春期的階段，並且準備進入年齡組的下個階段。同年齡組的男孩們將在相同時期接受割禮，代表已經進入了成人生活。形成的年齡組是個永久不變的集團，貫穿成員的終生。成員須通過等級制度中的儀式晉升，每個階級約持續15年。

#### 割禮儀式
在馬賽人的部落中，當有作戰能力的少年達到一定數量時，長老便會開始安排割禮的舉行。儀式分為兩個階段。在第一階段的儀式中，來自各個區域的少年將在儀式用的小屋內進行為期四天的舞蹈，並在最後殺牛祭祀。在此期間任命的年齡組負責人將起到指導同儕的作用，且對同儕有強大的約束力。經過一到兩年後，將舉行第二次的儀式。儀式中，少年們得徒手抓住閹牛的角，將其撂倒，向眾人炫耀自己的力量。並在之後返回自己的部落接受正式的割禮與剃髮儀式。
年輕女性也會進行割禮的儀式，一般而言，馬賽女人將在結婚之際行割禮，並透過儀式讓馬賽的年輕女性進入早期的婚姻生活。馬賽人認為女性行割禮是必要的，馬賽男性可能會拒絕和任何未行割禮的女性結婚，或是因此而降低聘金價值。在某些情況下，割禮可能會被所謂的「話語式割禮」儀式取代，該儀式涉及唱歌和跳舞而非對人身進行手術。然而，割禮早已根深蒂固於馬賽人的文化當中。和年輕男子相似，受過割禮的女性也穿著深色衣服、畫臉，並在儀式結束時遮住臉。婚後，已婚的孕婦可以免除一切繁重工作，如擠奶和砍柴，另外有一條特殊的規定，那就是孕婦在懷孕的過程中是禁止性行為的。

#### 獵獅儀式
馬賽部落將狩獵獅子視為勇敢和個人成就的標誌，馬賽人稱之為集體狩獵（Olamayio）。在獅子數量較多的過去，馬賽部落鼓勵獵獅，甚至曾有一項習俗是每位年輕人都應該在受割禮前殺死一頭獅子（他們的成人禮）。然而，隨時間來到了近代，由於狂犬病和犬瘟熱病毒所帶來的獅子數量之減少，讓獵獅為東南非政府的立法中所禁止。獵獅是傳統上被允許用於馬賽人的唯一狩獵形式，不僅是為了證明戰士的男子氣概，同時也是為了消滅獅子對牲畜所造成的危險。被認為特別勇敢的戰士（通過殺死一頭獅子或在戰爭中證明自己）有權穿著由獅子鬃毛製成的精美頭飾。其他人則穿著鴕鳥羽毛作為他們勇氣的象徵。後出於保護野生動物的考慮，肯亞政府禁止馬賽人獵獅，現在馬賽人從「獅子狩獵者」變成「獅子保護者」，開始把一身獵獅的本領，運用到保護和引導獅群安全的工作中。

### 婚姻制度

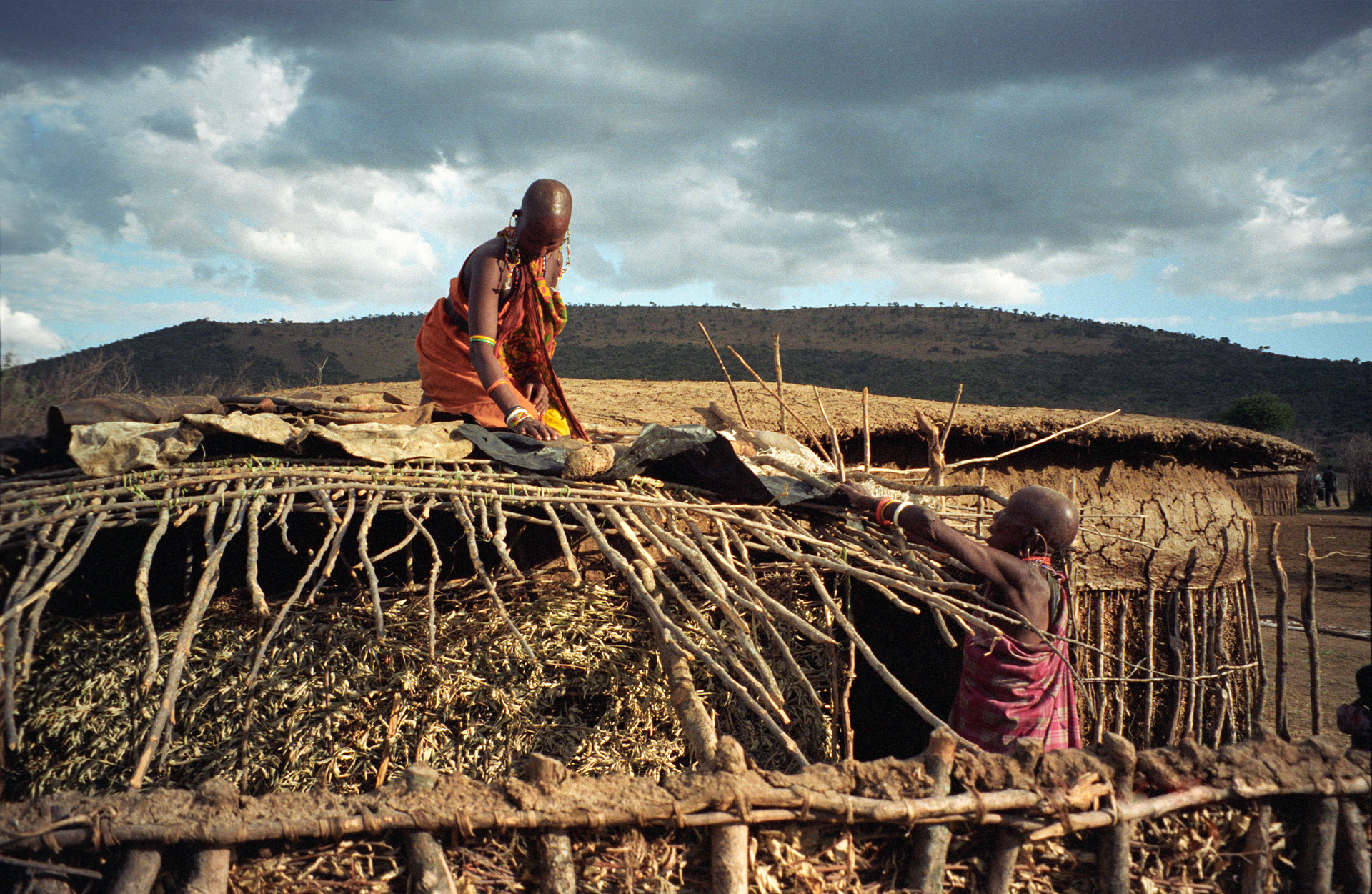
攝於馬賽馬拉，1996年。

馬賽人的婚姻制度為氏族外婚制。年紀較大的馬賽人中一夫多妻現象比較普遍。馬賽男人基本上為包辦婚姻。如果一名馬賽男人的父親有一位育有女兒的好朋友，那麼父親將彼此進行商量並決定他們兒子和女兒的結婚日期，而不會諮詢他們本人的意願。
馬賽人傳統上實行一夫多妻制，這被認為是為了因應在嬰兒和戰士死亡率高的情況下所發展出的長期適應下的結果。一妻多夫制也是存在的，但在現代已鮮少存在。一個女人不單僅嫁給一位丈夫如此簡單，她是嫁進了整個「年齡組」裡頭。如果有另一位同一年齡組（Age Group）的男性要跟自己的妻子發生關係，丈夫並不能拒絕，不過現今這種行為也多半不再被實行。在馬賽人的婚姻關係中，婦女的娘家（Kitala）必須處理非常多婚姻事務，像是離婚談判、聘金歸還以及討論子女的監護權，同時也是被嚴重虐待的女兒的避難所。
另外，馬賽人的屋子都是女人蓋的。女人若想嫁出去就要親自用牛糞和泥土為男人建一棟新房。這個房子也作為他們的婚房，以後女人就要生活在這裡。而男人再娶妻子時，新妻子也要為其建一個房子。

#### 聘禮
協商聘禮的會議（Aadung inkishu）會在婚禮的前一周舉行，字面上的意思是平分牛隻。在男女雙方家庭協商過後，男方家庭將交付一定數量的牲畜作為聘禮。支付的牲畜數量因人而異。如果是朋友之間的安排，它可能是4頭或5頭牛，也可能高達14或15頭。

#### 傳統婚禮程序
新娘的父親會吐口水在新娘的頭上和乳房上作為祝福，然後新娘出門離開原生家庭並走到她的新家，並由其族人在旁揮舞樹枝（帶有永恆的象徵意義）歌舞陪伴在這段過程新娘須遵照習俗不能回頭，否則馬賽人相信其會變成石頭。為了趕走厄運，新郎家的女人會在新娘入門前侮辱新娘，隨後新郎會出外迎接新娘。當一頭公牛進入由新娘的母親守衛的小屋並完成宰殺後，婚禮就結束了。

### 家庭

#### 繼承
當父親去世時，第一個兒子接管所有的遺產和債務，然後分配給他的弟弟們。照顧老母親的晚年是最小的兒子的義務，老母親的遺產將全部由末子繼承。

## 產業與生活

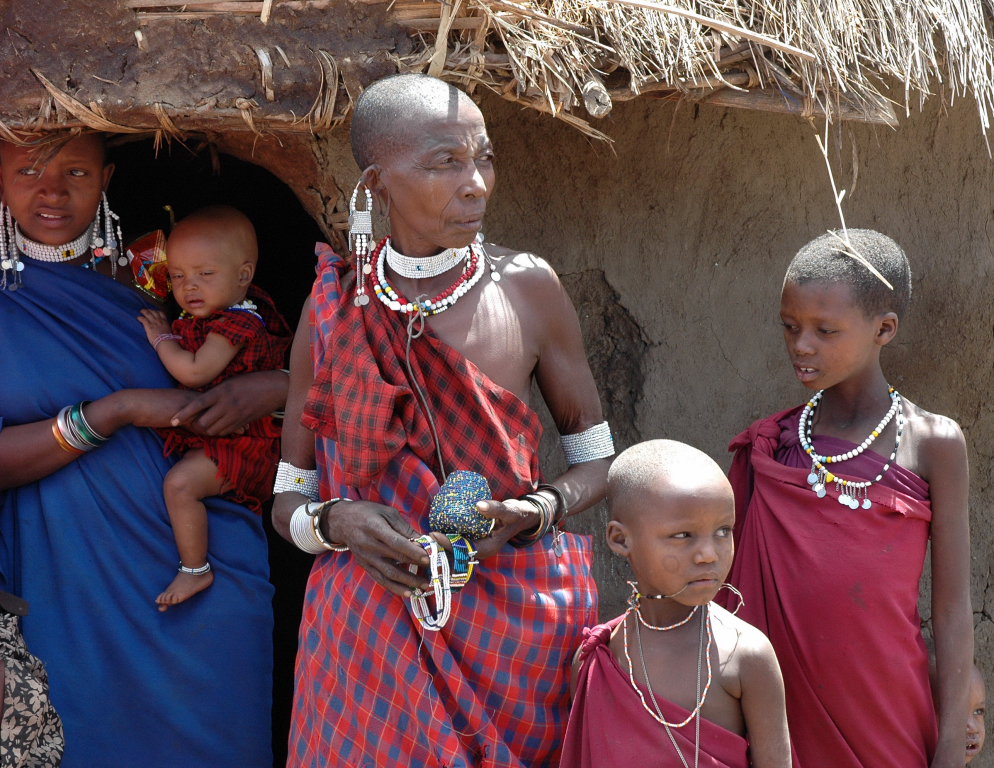
成年女性與幼年後代，攝於坦尚尼亞，2005年。

### 傳統經濟
馬賽人的經濟是奠基於擁有牛群和女人（生育孩子）。在傳統信仰中，他們認為世界上所有的牛群，乃是由上天託付給他們的。為了保護部落的龐大牲口以及在戰爭中掠奪更多的牛隻，馬賽的社會極仰賴它的戰士。
牛，山羊和綿羊等等牲畜是馬賽人的主要收入來源，並在馬賽經濟中發揮重要效用。牲畜可以用來買賣其他牲畜，現金或牲畜產品，如奶和柵欄。個人，家庭和氏族通過贈與或交換牛建立了密切的聯繫。如同馬賽人的禱告：＂Meishoo iyiook enkai inkishu o-nkera＂，意思是：「願創造主給我們牛和孩子」。由此可知，牛和孩子是馬賽人社會中別具社會意義的重要財產。

### 現代經濟
雖然保有傳統的自給經濟行為，但馬賽經濟仍逐漸受到資本主義的市場經濟機制影響。牲畜產品被出售給肯亞的其他群體以購買珠子、衣服和穀物，而為了孩童的制服和學費，母牛和公牛也被販售。目前，在肯亞主要城鎮和城市中，經常可以看見年輕的馬賽男女出售的不僅僅是山羊和奶牛，還有珠子，手機，竹炭，糧食等物品。
另一方面，由於適合狩獵的地區已經萎縮，隨著就業機會的開放，許多遭遇經濟困難的馬賽人們紛紛湧向城市邊郊，尋找就業機會，以擔任保安人員居多。
現今，一些生活在國家公園或保護區附近的馬賽人，越來越融入當地的旅遊業中。馬賽馬拉國家保護區坐落於肯亞西南部與坦尚尼亞交界帶，被認為是世界上最名聞遐邇的野生動物保護區，年年都會有世界各地的遊客慕名前往觀光遊覽。如今，馬賽馬拉國家保護區開發的旅遊項目內容包括參觀導遊，村落遊訪以及一些手工藝品買賣。

### 土地使用
馬賽人是一個半遊牧民族，牲畜的移動基於季節更迭而輪轉。每個部落都聲稱在自己的領土上享有唯一的放牧權利。在正常氣候下，戰士守衛休牧的牧場。然而，如果遇到嚴苛的旱季，區域邊界將被忽略，馬賽的土地和水等自然資源屬於所有的馬賽人，人們會在整片土地上放牧動物，並且任何人都不應該被剝奪進入的權利，直到雨季到來。

### 居住形式
馬賽人居住在環狀排列的牛欄內，牛欄上有金合歡花的刺，以防止獅子攻擊牛群。搭建牛欄是男人的責任，而女人建造房屋。馬賽人的房子（Inkajijik）是麵包形狀的，由泥土、木棍、草、牛糞和牛尿製成。

### 生活分工
婦女負責製造房屋和供水，收集木柴，擠牛奶和家庭烹飪。戰士負責保衛家園，而男孩負責放牧。在旱季，戰士和男孩都要負責放牧牲畜。而長老就是日常生活的管理者，在每天早上放牧之前，頭戴油墨頭巾的長老會坐在椅子上，宣布每個人都要遵守的行程表。

### 傳統服飾

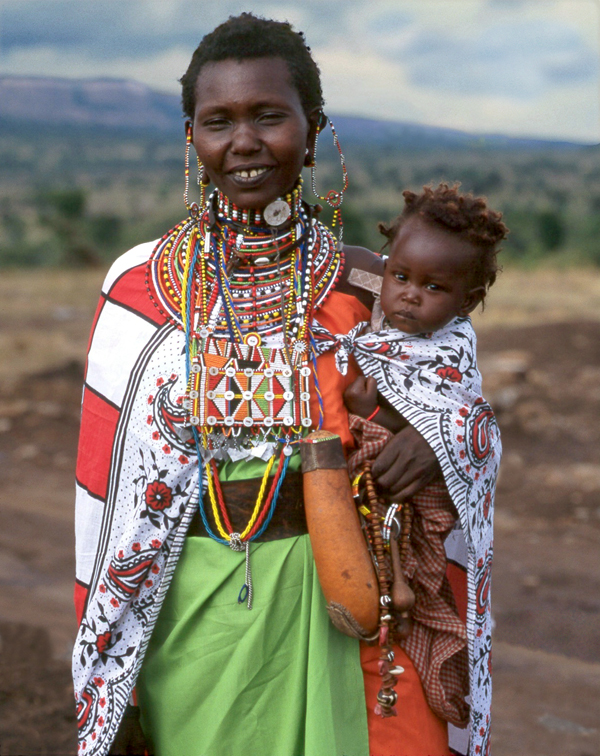
一位名叫Meeyu Sale的女性族人與幼年子女盛裝打扮，2010年。

馬賽人的服裝隨著性別、年齡和地點變化。例如，年輕人在割禮後的六到八個月內會穿上黑色的布料。紅色是馬賽服飾最主要的顏色，但是藍色、黑色、條紋和方格布也相當常見。1960年代開始，馬賽人開始用商用棉布代替羊皮、小牛皮以及動物皮。馬賽人將裹在身體上的布料稱作「Shúkà」。「Shúkà」通常是紅色的，不過也是會有其他的顏色（例如藍色）和圖案（例如格子花紋）。「Kanga」則是肯亞乃至東非最流行的服裝，其外形是一塊寬大的長方形花布，上面圖案豐富。每塊圖案會加上用斯瓦希里語寫的一段吉利文字。
此外，許多馬賽人都穿著簡單的涼鞋，這種涼鞋由牛皮製成，並以輪胎皮或塑料當作底墊。男人和女人都戴著木製手鐲。馬賽女性定期編織珠寶首飾，這些珠飾是他們裝扮身體很重要的部分。不同顏色的珠子各有其含義，白色代表和平、藍色代表水、紅色則是代表了戰士、血以及勇敢。馬賽人通過身體裝飾和人體彩繪表達了他們在社會中的身份和地位。在與歐洲人接觸之前，珠子主要由當地原材料生產。白色珠子由黏土、貝殼、象牙或骨頭製成。黑色和藍色珠子由鐵、木炭、種子、粘土或角製成。紅珠來自種子、樹林、葫蘆、骨頭、象牙、銅或黃銅。十九世紀後期，大量色彩鮮豔的歐洲玻璃珠抵達東南非，珠飾工人用新材料取代舊珠，並開始使用更精細的配色方案。

## 信仰與節日

### 信仰

#### 神
在馬賽人的一神信仰當中，他們尊 Ngai 為唯一真神（也被稱為 Enkai 或 Engai），祂並非以男性、女性做表徵，而是透過顏色表現：一為黑色，象徵著仁慈、善意；二為紅色，象徵著憤怒、復仇。馬賽人相信，在出生時，Ngai會給予每個人一位守護靈。守護靈可以讓人免於危險，祂會將惡魔帶離身邊至沙漠中，而善良的人會被帶到富饒之地。直到人死亡時，Ngai才會把守護靈帶走。
自古以來馬賽人將自己置於宇宙的中心，也就是「神選之人」。和其他非洲宗教相似，馬賽人相信一位崇高的神明（Enkai）創造了世間萬物，並且塑造出三個人群。首先是托洛博人（Torrobo），他們身材矮小，以狩獵和採集為生，而神明賜予他們蜂蜜和野生動物作為食物來源；再來是鄰近的基庫尤人（Kikuyu），神明賜予他們種子和糧食以利農耕；最後是馬賽人，神明藉由創造一條連接天堂與地球的「臍帶」，賜予了馬賽人牛群。雖然托洛博人註定得遭受蜜蜂叮咬，而基庫尤人必須忍受飢荒和洪水的苦難，但馬賽人卻獲得能夠畜養牛群的崇高禮物。最後在傳說中，托洛博人嫉妒神明賜予馬賽人牛群，削去了神明從天上贈與馬賽人牛隻的臍帶。
對很多馬賽人來說，牛群仍然是他們生活的主要重心，畜養牛群帶來的效益能為人們提供食物、衣服、甚至是住所（牛糞可作為堆砌房屋的材料）。這也解釋了牛在儀式場合中，總是扮演重要角色的原因。同樣地，孕育牛隻的草也被馬賽人視為具有神聖性，常作為和平的標誌或祝福。除此之外，在該族信仰中，土地更是神聖的，因為它生產的草場，餵養了屬於神明的牲畜。這樣的傳統信仰促使馬賽人將破壞土地的行為視為重要禁忌，甚至連將死者土葬都會視為一種不義。
時至今日，大多數馬賽人信仰的是基督宗教，少數族群是穆斯林。

#### 巫術
馬賽人並不清楚唯一真神 Ngai 的形式與內涵，但他們相信神明具有人的屬性，所以祂被描述成有極端年齡的人。而為了顯現對於全能全知之神的尊崇，放大了部落耆老的知識能力以及他們祝福和詛咒的儀式能力。他們對於巫術的信念也是很顯而易見的，特別是在不幸與犧牲的時候。馬賽人對巫術的敬畏則與先知有關。每個部落都有自己的先知，先知們藉由儀式為部落成員提供醫療藥物和生活諮詢，通過這些地方性巫術或儀式來幫助部落成員，這讓先知在馬賽社會中被尊為一種全能的教父

#### 死亡
在馬賽人的文化中，最初並沒有死亡的觀念。關於認知死亡的起源，馬賽人有一個傳說：曾經有為名叫Leeyio的男人，他是創造之神（Naiteru-Kop）帶來世上的第一個男人，創造之神對Leeyio說：「當有人死去而你處理好他的屍體時，你一定要記得說這段咒語：『人死後會再回來，月亮死後依然會死去。』」幾個月後，鄰居的孩子過世了，Leeyio被鄰居找去處理屍體。當他整理好屍體準備拿出屋外念咒時，Leeyio不小心把咒語念成：「月亮死後會再回來，而人死後依然會死去。」在此之後，馬賽人再也無法如創造之神期望的復活。又經過了數個月，Leeyio自己的孩子也過世了。Leeyio將孩子的屍體抱出屋外，說：「人死後會再回來，月亮死後依然會死去。」此時，創造之神聽見了，他告訴Leeyio：「現在太遲了，當你在鄰居孩子死亡時念錯了咒語，死亡就已經誕生。」這是馬賽人關於死亡的故事，也是為什麼人在死後無法復活，但當月亮消失後還會再次出現的原因。

### 節日
在傳統的馬賽曆中，沒有明定的假期或節日。但是在女性割禮和結婚時，馬賽人會舉行社區性的慶祝活動，這被視為他們的節日。
現今的馬賽人融入了肯亞及坦尚尼亞的國定假日，像是勞動節、革命日等等。

## 藝術與文學

### 飾物
馬賽以其美麗的珠飾品而聞名，而且在馬賽社會中，珠飾品的裝飾對於表示身分地位有著相當重要的作用。各年齡組的珠飾皆有不同的圖案，藉此區分以確立階級。年輕男人經常用赭石蓋住自己的身體以增強其外觀，甚至會花上幾個小時或幾天的時間在華麗的髮型上工作，而這些髮型將在進入下一個年齡組時被儀式化地修剪。
馬賽人和其他非洲部落一樣，耳垂的穿孔和延展很常見，也會使用各式各樣的材料來做耳飾。包含像是用於穿孔的刺、枝條、綑綁的小樹枝、石塊，或者是象牙和空膜罐的橫截面。不過現今越來越少馬賽人，尤其是男孩，會遵守這樣的習俗 ，而女性會在耳垂和耳朵頂部較小的穿孔配戴各種形式的串珠飾物。

### 音樂

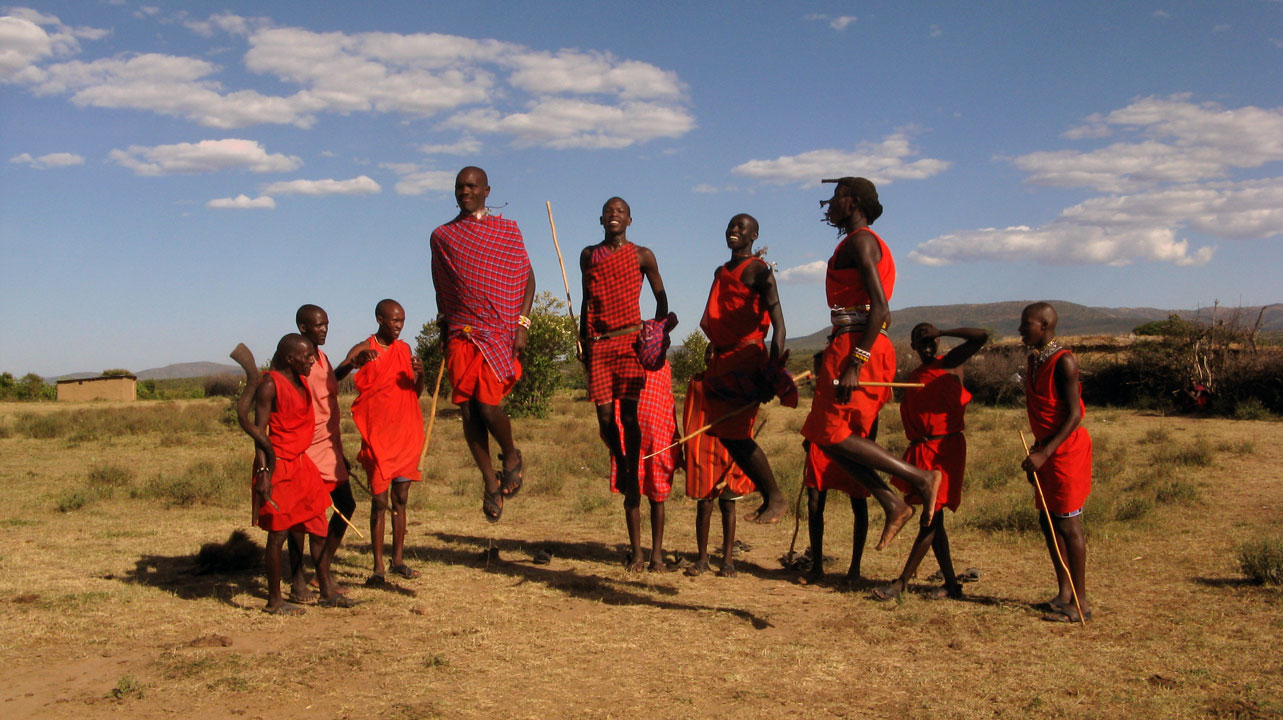
一群男性演出傳統跳躍舞蹈Adumu，2009年。

傳統上，馬賽音樂由節奏組成。一群合唱者負責唱和聲，而領唱者（olaranyani）負責旋律。領唱者通常是最能詮釋或最能唱這首歌的歌手。不過，有時候也可能由數人同時負責旋律的部分。在馬賽音樂中，領唱者以唱一首歌的曲目或標題起頭，其他合唱者則以一致的呼喊做出回應，最後領唱者將隨著節奏吟唱出一首詩。每首歌根據其呼喊和回應的模式而有特定的節拍，普通節奏是5/4、6/4和3/4拍號的變體。歌詞會遵循一個典型的主題，並隨著時間的推移逐字逐句地重複堆疊。馬賽人唱歌時頸部會跟著律動，呼氣時頭部向前傾斜，而吸氣時頭部向後傾斜，據說是為了呈現某種複音切分的效果。不同於非洲其他部落，馬賽人廣泛使用嘶、嗡等聲響來複音。當許多馬賽女性聚集在一起時，便會開始唱歌跳舞。而當婦女吟唱搖籃曲、哼唱歌曲，以及歌頌她們的兒子時，經常運用呼喊和回應以重複無意義的短語和單音旋律。對自己吟唱的詩歌做出回應和反頌通常是女性唱歌的特徵。
然而，在馬賽多半以聲樂為主的音樂類型中存在著一個例外，那就是在儀式Eunoto中會把大捻角羚的角當作號角使用。

### 舞蹈
馬賽人的舞蹈主要體現在儀式中，而 Eunoto 則是年齡組階級制度裡，過度到下一個階級的其中一項儀式，為期至少十天以上，並且有非常多的歌舞與儀式。戰士們會有一種行軍式的表演，被外族的人們稱為「跳躍舞蹈」。在舞蹈中，戰士們組成一個圓圈，一次一個或二個進入中心，在保持狹窄姿勢的同時開始跳躍，並且不讓腳跟觸地。組員們可以根據跳躍的高度來提高聲音的音調，而馬賽人認為，跳得越高的人，擇偶條件也會越好。
在馬賽語中，有一個跳舞比賽的名稱叫做“Adumu”，過程中每個年輕人都會盡可能地跳得更高，而其他人則圍成一圈並唱歌。隨著跳躍的增加，男人的聲音會變得更高。儘管馬賽人特別的跳躍舞蹈是他們最著名的文化資產，但他們其實還有許多其他的傳統舞蹈。馬賽人的舞蹈十分講究，不同的場合會搭配特定的舞蹈。有勇士殺死獅子時慶祝的舞蹈、向牛隻祈福的舞蹈，也有在婚禮時跳的舞。唱歌和跳舞普遍地存在於馬賽人的生活中，而年輕人間的歌舞則蘊含著一絲調情意味。年輕男性會站一排，有節奏地吟唱"Oooooh-yah"，並且伴隨著咆哮和斷斷續續的咳嗽且下半身會一前一後地律動。女性會站在男性前面，並且唱著「Oiiiyo..yo」。雖然彼此身體非常靠近，但並不會有肢體上的碰觸。

### 諺語
在馬賽人的口述文化中，諺語有著非常重要的作用，它代表了社會累積的萬千經歷、見聞、思想、觀察、反思、概念以及世界觀的濃縮。馬賽人認為，生活中的許多方面唯有依賴婦女才能完成，單身的男人無法勝任一切。有一句諺語是：「具備五樣東西的男人才是成功的」。而這五樣東西的重要順序分別是：一位老婆、一頭牛、一隻綿羊、一隻山羊和一頭驢。馬賽人成功地使用這則諺語來解釋生活的內涵，闡述著即使一個人家財萬貫，如果沒有妻子，他並不會被視為是成功的。而馬賽人也有指責女人目光短淺的諺語，像是「女人看不到她的手掌」，這同樣也反映了非洲傳統社會中對婦女的偏見。

## 現況
馬賽人相較於其它東非民族，在殖民主義與內外壓力下，成功地保留了大部分的文化，也因此被許多人視為傳統非洲的代表。然而，現代化的發展、觀光業的興盛、政府的干預和強勢文化的入侵等等，都間接導致馬賽部落的傳統文化面臨消失的危機，如目前已立法禁止女性割禮和掠奪牛隻等儀式；馬賽人的孩子也慢慢開始接受現代化的教育，部分馬賽人已經從他們土生土長的家園搬到他們就業的都市地區……當代，馬賽人面臨最大的挑戰則是要如何適應經濟與社會的快速變化、如何融合進坦尚尼亞與肯亞的政治經濟體系，以及土地的被侵犯正威脅著他們傳統的生活方式。

### 土地
現今，因為肯亞政府落實野生動物保護區的設立，馬賽族的領土與肯亞的坦尚尼亞的塞倫蓋提平原和肯亞的馬賽馬拉國家保護區（以每年發生大型遷徙聞名的地區，每年約有多達100萬頭動物從平原北端向南移動）重疊，導致馬賽人在卡耶亚多郡和納羅克地區所擁有的土地正減少中。至今，坦尚尼亞和肯亞有大約一百萬的馬賽人生活在東非大裂谷地區。

### 經濟
近代的土地私有權的概念由國外傳入馬賽地區，在1960和1980年代，英國和肯亞政府推行了一項將牲畜和土地商業化的計劃。從那時起，土地被細分為集體和個體牧場，在馬賽人所屬的地區，人們將自己個人的牧場分成小塊土地，賣給私人開發商。
新的土地管理制度使人民在經濟上呈現兩極化，一些馬賽人以犧牲他人為代價大幅增加了財富。此外，儘管馬賽地區的水資源充足，卻因為部落規定只最富有的成員才有資格提取水來滿足族人的所有需求，加上大部分水資源被轉移到肯亞和坦尚尼亞等其它地區，導致這些重要的自然資源幾乎不會為一般的馬賽人所用，也都進一步促使經濟兩極化。
馬賽土地在細分之下減少了牲畜放牧的土地面積，減少了每戶家畜的數量並減少了糧食產量。結果，曾經是一個驕傲和自給自足的社會的馬賽社會現在面臨著許多社會經濟和政治挑戰，馬賽人已經越來越依賴其他地區生產的食物，如玉米粉、米、馬鈴薯、白菜（馬賽人稱為山羊葉）等等。有一部分的馬賽人已經將農耕作為他們的主要生活方式，因為在這些農業地區，地塊大小通常不足以容納動物群；因此這些馬賽人被迫以耕作維生。馬賽人越來越依賴市場經濟，他們將牲畜產物（如毛皮及乳水）賣給肯亞的其他族群以購買珠子、衣服和穀物，母牛和山羊也被賣出作為孩童的學費。在肯亞主要城鎮和城市中，年輕的馬賽男女交易的不僅僅是山羊和奶牛，還有珠子、手機、竹炭、糧食等物品，這對馬賽社會是非常新鮮的交易方式。馬賽人在現代市場經濟下的貧窮程度超出了預期。這一個有著悠久的驕傲傳統的社會，在全球化的影響下卻成為需要被救濟的乞丐。馬賽的未來至今仍充滿著不確定性。然而，有一件肯定的事，馬賽文化正在以犧牲文明為代價迅速式微。

### 教育
馬賽地區的教育需求也同樣急需被滿足，儘管許多馬賽人都願意接受新的教育和知識，卻因為該地區的政府長期忽略他們的需求，以至於馬賽部落附近幾乎沒有學校，而缺乏教育資源。當今，他們除了學習使用母語外，還得學習說肯亞和坦尚尼亞的官方語言，如斯瓦希里語和英語。

### 文化
在馬賽人的社會文化中，鞏固社會的年齡組階級也在隨著時間推移而產生變化，過去部分由年齡組階級所衍生出的禁忌是僵化的，例如不能與異性吃飯。另一個與年齡組階級如何變遷的例子是在21世紀戰士與部落長老之間的競爭與緊張關係正在減弱，同時馬賽人社會文化裡的戰士，角色與重要性逐漸減弱。例如在過去，戰士會透過獵殺獅子、搜捕牛隻，以提高他們的威望，但這個作法現今也被政府立法禁止。出於保護野生動物的考慮，肯亞政府禁止馬賽人獵獅，現在馬賽人從「獅子狩獵者」變成「獅子保護者」，開始把一身獵獅的本領，運用到保護和引導獅群安全的工作中。
如前所述，21世紀的馬賽人面臨著複雜的生存威脅。馬賽人正處於「傳統信仰」與「強勢文化」之間的拉鋸，為了在巨大的世代變革之中求生存，他們正致力於應對各種逆境。
目前，一些非政府組織正在與馬賽人合作，幫助他們克服現代文化對當地造成的衝擊，以期邁向更穩定的生活，同時也企圖維護他們的文化。政府近年來也漸漸關注起國家公園、保護區帶來的弊害，以及保留傳統文化的重要性，並開始制定相關政策。
由於馬賽人的傳統文化正逐漸式微，後代對於該民族傳統文化越來越陌生。現今國家正透過政策，開始幫助馬賽部落的領導人找到方法來保存他們的傳統文化和生活方式，同時也試圖在現代社會裏平衡馬賽兒童的教育需求。

## 外部連結
- African People Ethnography | Maasai
- Maasai online dictionary
- Maasai Aid Association （页面存档备份，存于）
- Working for a just and self-sustaining community for the Maasai People
- Maasai Trust （页面存档备份，存于）
- The Maasai People - History and Culture （页面存档备份，存于）